# 1507

## Esdeveniments
- - Publicació del primer mapamundi que inclou el nom "Amèrica": En 1507, el cartògraf alemany Martin Waldseemüller va crear un mapamundi on per primera vegada es va utilitzar el nom "Amèrica" per referir-se al continent. Aquest nom es va donar en honor a l'explorador italià Amerigo Vespucci, qui va suggerir que els territoris descoberts per Cristòfor Colom eren un nou continent, diferent d'Àsia.
  - Mort del rei de Castella i Lleó, Isabel I: Isabel I de Castella, coneguda per la seva unificació d'Espanya i pel seu suport a les expedicions de Cristòfor Colom, va morir en 1504, però els efectes de la seva mort seguien sent notables en 1507. El seu fill, Joan d'Aragó, que va morir jove, va deixar el regnat en mans de la seva filla, Joana la Boja, però la regència estava en poder del seu marit, Felip el Bell, i després el seu fill, Carles I d'Espanya.
  - Conquesta i colonització de terres a Amèrica: En aquest període, les colònies espanyoles a Amèrica estaven en ple desenvolupament. A Mèxic, l'explorador espanyol Hernán Cortés va començar a establir-se i a preparar-se per les futures expedicions de conquesta, tot i que la caiguda de l'Imperi Azteca no tindria lloc fins més tard, en 1521.
  - L'ascens de la dinastia Habsburg: A Europa, l'any 1507 va ser important per al poder creixent de la dinastia Habsburg, especialment a Àustria i a la regió alemanya, amb l'elecció de Maximilià I com a emperador del Sacre Imperi Romanogermànic, que va establir una dinàmica política que perduraria fins al segle XVII.

## Naixements

### Món
- 16 de setembre: Pequín (Xina): Emperador Jiajing, onzè emperador de la Dinastia Ming (m. 1567).[1]

## Necrològiques
- Breda: Miquel Samsó, 31è President de la Generalitat de Catalunya.